# Céline Bethmann
Céline Bethmann (* 4. Juli 1998) ist ein deutsches Model. Sie wurde 2017 Siegerin der Castingshow Germany’s Next Topmodel.

## Leben
Céline Bethmann stammt aus Koblenz. Sie hat eine Schwester und wuchs bei ihrer Mutter und deren Freund auf. Um bei Germany’s Next Topmodel teilnehmen zu können, verließ sie das Koblenzer Gymnasium auf der Karthause vor dem Abitur.

## Karriere
Im Finale der zwölften Staffel der Show am 25. Mai 2017 wurde die 18 Jahre alte Bethmann Siegerin des Wettbewerbs. Sie erhielt einen Vertrag mit der Modelagentur ONEeins fab Management, ein Auto, ein Preisgeld von 100.000 Euro und erschien auf dem Cover der Cosmopolitan. Während ihrer Teilnahme erhielt sie Modeljobs für Gillette Venus sowie für die Zeitschrift Shape. Anfang September 2017 beendete Bethmann die Zusammenarbeit mit der Agentur, deren Anwälte die Kündigung zurückwiesen.
Bethmann ist bei den Modelagenturen Elite Model Management und Louisa Models unter Vertrag. Sie lief auf Modenschauen von Balmain, Yohji Yamamoto und agnès b. Sie erschien in Printmedien von Labels wie Bershka, Lauren Ralph Lauren und Bree. Sie modelte für eine Fotostrecke für die Elle France und Harper’s Bazaar Arabia.
Bethmann betreibt einen Instagram-Account mit über 900.000 Followern (Stand Februar 2025), auf dem sie mit Produktplatzierungen wirbt. Sie machte Werbung für H&M-Beauty und L’Oréal.
Im Februar 2024 lief Bethmann auf der Milan Fashion Week für Philipp Plein und auf der Berlin Fashion Week für Marc Cain. Anfang Juli 2024 lief sie erneut für Marc Cain auf der Berlin Fashion Week.